# 霍羅德涅 (博霍杜希夫區)
50°6′49″N 35°14′21″E / 50.11361°N 35.23917°E
霍羅德涅（烏克蘭語：Городнє）是位於烏克蘭東部的村莊，由哈爾科夫州博霍杜希夫區的克拉斯諾庫特斯克市鎮負責管轄。該村處於梅爾拉河右岸，始建於1668年，面積3.12平方公里，海拔高度128米，2001年人口985。